# Тадессе Гебрегиоргис
Тадессе Гебрегиоргис (англ. Tadesse Gebregiorgis; Пустой шаблон {{ВД-Преамбула}} ) — эфиопский боксёр. Участник летних Олимпийских игр 1964 и 1968 годов.

## Биография
Тадессе Гебрегиоргис родился 29 марта 1938 года в эфиопском городе Аддис-Абеба.
В 1964 году вошёл в состав сборной Эфиопии на летних Олимпийских играх в Токио. В весовой категории до 63,5 кг в 1/16 финала получил техническое поражение от Ома Прасада Пуна из Непала после дисквалификации на 2-й минуте первого раунда.
В 1968 году вошёл в состав сборной Эфиопии на летних Олимпийских играх в Мехико. В весовой категории до 67 кг в 1/16 финала проиграл Эспедито Аленкару из Бразилии нокаутом, после того как судья остановил бой в третьем раунде.